# NGC 342
NGC 342 (други обозначения – MCG −1-3-58, NPM1G −07.0039, PGC 3631) е елиптична галактика (E) в съзвездието Кит.
Обектът присъства в оригиналната редакция на „Нов общ каталог“.